# Braden Copper
Formée en 1903, la Braden Copper est une société anonyme, au capital de 2,3 millions de dollars, qui fut la première à exploiter la grande mine de cuivre d'El Teniente, au Chili.

## Histoire
La mine de cuivre avait été exploitée d'abord par les jésuites puis par les ingénieurs chiliens Federico Ganada et Enrique Conchada  y Toro, qui est parvenu à se mettre d’accord avec deux-tiers des héritiers de la mine. Ce dernier engage l’ingénieur italo-chilien Marcos Chiapponi pour promouvoir la société auprès des investisseurs européens. Mais c’est finalement auprès de l’américain William Braden qu’il trouve une oreille attentive, sous la forme d’une lettre reçue en 1901. Les deux hommes se connaissaient depuis l'Exposition universelle de Santiago de 1894. Dès le début de 1902, l’Américain visite le site. William Braden, revint au Chili en 1904, pour finaliser le rachat de la centaine de concessions locales pour un total de 100 000 dollars.
Barton Sewell, qui donna plus tard son nom au campement minier d'El Teniente où opère la société, devint président effectif de la Braden Copper en 1905, aux côtés de William Braden. Grâce à des exonérations douanières, près de 4 000 tonnes de matériel américain furent transportées sur place. Il fallut construire aussi de nombreuses maisons pour loger les 1 500 mineurs et les 400 à 1 000 salariés chargés de l’installation de la mine. En 1906, le premier broyeur de minerai et le premier concentrateur de cuivre étaient en place, de même qu'un ascenseur et un générateur de courant électrique, l'extraction minière ayant commencé dès l’année précédente. “Ville minière de Sewell, patrimoine mondial de l’humanité » Site de l’Unesco  Une route menant à la ligne de chemin de fer la plus proche, aux environs de la ville de Rancagua, fut construite, puis une ligne de chemin de fer, après le feu vert du parlement chilien reçu en mai 1907. Mais deux ans après, seulement 40 kilomètres de rails étaient posés. En 1909, après des difficultés financières, des capitaux frais durent être injectés dans la Braden Copper par une compagnie appartenant à deux frères américains, Daniel Guggenheim et Simon Guggenheim.